# 1784 en France
Chronologie de la France
- 1780
- 1781
- 1782
- 1783
- 1784
- 1785
- 1786
- 1787
- 1788

Cette page concerne l’année 1784 du calendrier grégorien.

## Événements
- 21 février : débâcle de la Seine. Fin de 69 jours de gelée consécutifs à Paris[1].

- 27 avril : première représentation publique du Mariage de Figaro[2]. La pièce remet en cause les inégalités sociales : « Noblesse, fortune, un rang, des places, tout cela rend si fier ! qu'avez-vous fait pour tant de biens ? vous vous êtes donné la peine de naître, et rien de plus. »

- 14 mai : sur l’insistance de La Fayette, le ministre français des Finances, Calonne, publie un arrêt du conseil faisant des ports de Bayonne, Marseille, Dunkerque et Lorient des ports francs pour le commerce franco-américain[3].
- 24 et 25 mai : un loup enragé attaque 18 personnes à Cornil, dans la Corrèze actuelle.
- 4 juin : Élisabeth Tible est la première femme à voler en montgolfière à bord de La Gustave à Lyon en présence du roi de Suède Gustave III[4].
- 23 juin : le roi Gustave III de Suède assiste avec Louis XVI à l’envol d'une nouvelle montgolfière, La Marie-Antoinette, depuis les jardins du château de Versailles[4].

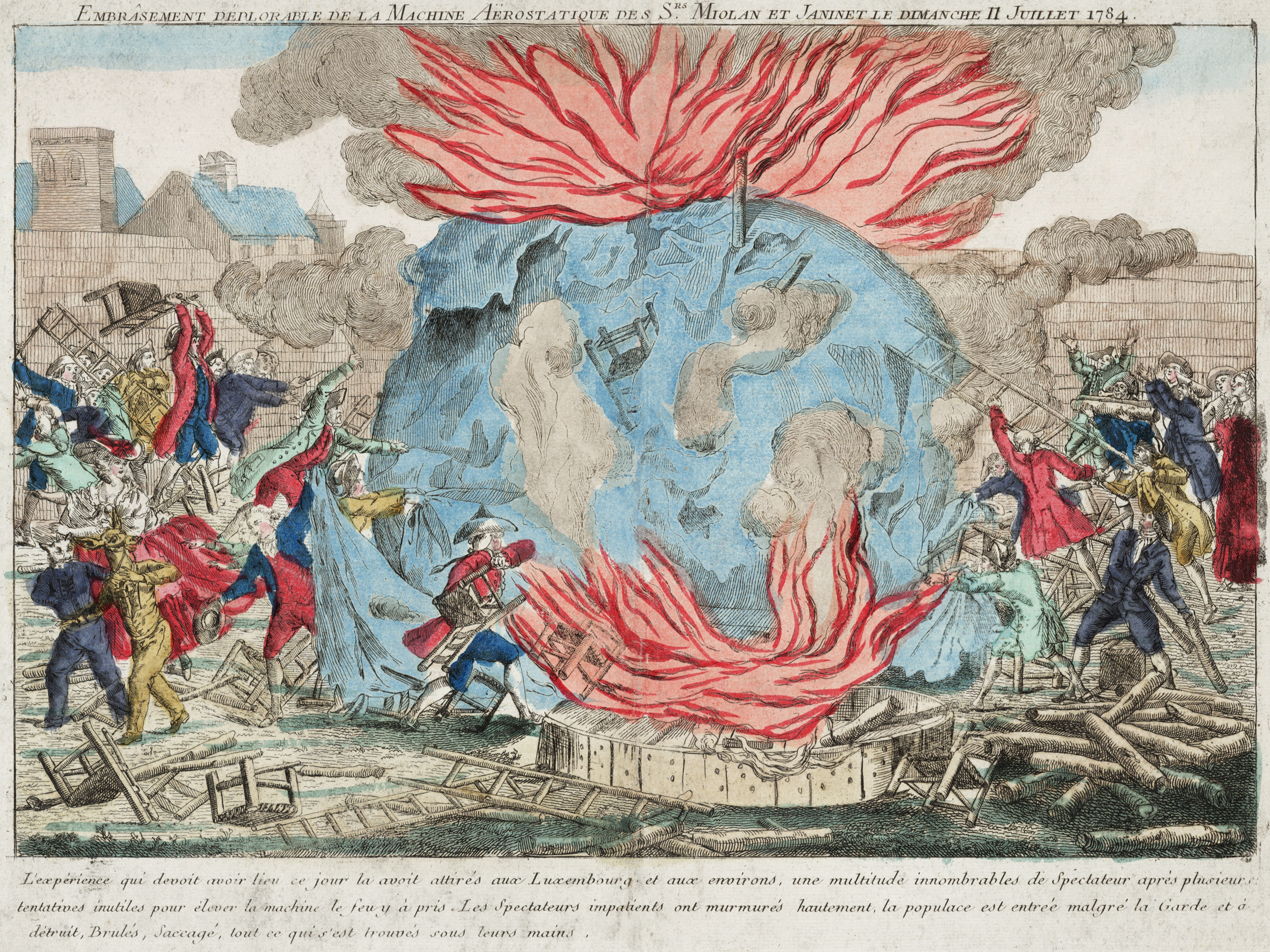
Embrâsement déplorable de la machine aërostatique des Srs. Miolan et Janinet le dimanche 11 juillet 1784.

- 11 juillet : échec de l’expérience aérostatique de Miolan et Janinet au jardin du Luxembourg. Le ballon dirigeable est mis en pièces par les spectateurs[5].

- 10 - 11 août : le cardinal de Rohan rencontre Mme de la Motte. Début de l’Affaire du collier de la reine[6].
- 15 août : édit de création d’une troisième caisse d’amortissement[7].
- Août : lettres patentes qui permettent aux États de Flandre d’emprunter 10 millions[8].

- 23 septembre : Louis XVI signe la loi en vertu de laquelle les mouchoirs doivent être carrés[9].

- 19 octobre : Mise en vente de l'estampe représentant le monstre du lac Fagua.

- 24 octobre : le château de Saint-Cloud est acquis par Louis XVI pour la reine Marie-Antoinette[10].

- 28 décembre : les gens du Roi apportent au Parlement de Paris un édit portant création d’un emprunt de 125 millions 10 %. Le Parlement lit des remontrances où il blâme les acquisitions de Saint-Cloud et de Rambouillet ; le 30 décembre l’édit est enregistré sur ordre exprès du roi[11].

- Emprunt de 15 millions sur les États de Languedoc[12].

## Naissances en 1784
- 4 janvier : François Rude, sculpteur français.
- 27 juillet : George Onslow, compositeur français († 1853).
- 1er décembre : Castil-Blaze, critique musical et compositeur français.

## Décès en 1784
- 2 mai : Gabriel Bexon, connu sous le nom d’Abbé Bexon, naturaliste français (° 1748).
- 15 juin : Michel Barthélemy Ollivier, peintre français (1712-1784).
- 31 juillet : Denis Diderot, écrivain et philosophe français.
- 1er septembre : Jean-François Séguier, botaniste français. (° 25 novembre 1703).
- 4 septembre : César-François Cassini, astronome français.
- 27 février : le Comte de Saint-Germain, aventurier.